# Paul De Grauwe
Paul De Grauwe (Uccle, 18 de julio de 1946) es un economista y profesor universitario belga. Profesor de Economía Política europea en la Escuela de Economía y Ciencia Política de Londres, es también profesor emérito en economía internacional en la KU Leuven y exparlamentario belga.

## Educación y carrera
De Grauwe estudió Economía en el KU Leuven entre 1964 y 1969. Obtuvo el grado en la Universidad Johns Hopkins en 1973. Empezó a trabajar como interno en la Comunidad Económica europea en 1969 y más tarde llegó a ser ayudante de investigación, y posteriormente profesor en el Centro para Estudios Económicos del Katholieke Universiteit Leuven (KU Leuven). En 1973 De Grauwe empezó a trabajar como economista en el Fondo Monetario Internacional y aceptó cargos en el Centro para Estudios de Política europea y el Banco Central Europeo. También ha sido profesor en la Universidad de Europa, la Universidad Libre de Berlín, y la Escuela noruega de Administración. Además,  ha sido profesor visitante en la Universidad de Míchigan, Universidad de Tilburg, el Wharton Escuela de la Universidad de Pensilvania, Universidad de Kiel, Banco de Japón, Universidad Libre de Bruselas, Universidad del Sarre, Ghent Universidad, la Universidad Católica Portuguesa, Consejo de Gobernadores del Sistema de Reserva Federal, Universidad de Ámsterdam, Universidad Humboldt de Berlín, y Universidad Católica del Sagrado Corazón. Además, De Grauwe es doctor honoris causa por la Universidad de San Galo, la Universidad de Valencia, la Escuela de Economía y Administración Empresarial de Turku y la Universidad de Génova.
Durante 1991-1995 y 1999-2003, De Grauwe fue miembro del Senado belga, y de 1995 hasta que 1999 fue diputado en la Cámara de Representantes belga.  En ambas cámaras representó a los Liberales y Demócratas flamencos.
Es editor de varias revistas académicas económicas y fue miembro del Grupo de Análisis de Política Económica que aconsejaba al Presidente de la Comisión Europea José Manuel Barroso, así como director del dinero, macro y red de búsqueda de finanza internacional de CESifo en la Universidad de Múnich. Ha tenido una columna en el Tiempo Financiero. Medios de comunicación belgas a menudo hacen referencia a sus conocimientos cuando tratan asuntos económicos actuales, principalmente respecto a asuntos económicos y monetarios europeos. Además de centenares de artículos científicos,  ha publicado varios libros también. Además,  es coeditor y autor de libros de texto de economía en holandés e inglés. Es el autor de La Economía de Unión Monetaria, el cual fue traducido a diez lenguas.
En 2012, De Grauwe logró la edad legal para jubilación obligatoria en Bélgica, y le ofrecieron la cátedra John Paulson en Economía Política europea en la Escuela de Londres de Economía y Ciencia Política, una vez retirado de su puesto en la Universidad de Leuven. Ha expresado su disgusto con la edad de jubilación legal: Me sentía denigrado, como una máquina vieja en una fábrica. Nuestra legislación [belga] dice: " eres inservible económicamente," pero también me sentí golpeado en mi identidad como persona. Tienes que dar a las personas la libertad de elección si quieren continuar trabajando después de su 65º [cumpleaños], fin de la historia. Entiendo a quienes se sienten agotados y dejan de trabajar, pero quise continuar trabajando académicamente y esto no fue una opción aquí [en Bélgica].
En mayo de 2013,  recibió el premio Arkprijs van het Vrije Woord (Premio de Arca de Discurso Libre).
Pertenece, desde 2004, a la Real Academia Flamenca de Ciencias y Artes de Bélgica.

## Ideología de mercado
Como liberal y defensor del mercado libre  ha sido durante mucho tiempo defensor de la economía de mercado y la globalización. En De onvoltooide globalisering (La Globalización Incompleta), escrito para una audiencia más amplia,  explica por qué  favorece la globalización y analiza las declaraciones de anti-globalistas, que encuentra un poco pesimistas. Se considera un optimista y cree que las fuerzas del mercado y el crecimiento económico ofrecerán una solución a los asuntos relacionados con los recursos naturales, la energía, el medio ambiente y el clima. Sin embargo, De Grauwe recientemente ha señalado la necesidad de gobierno en esta economía de mercado. Dijo que él solía defender los mercados financieros como portadores de la verdad pero ahora reconoce que es un mundo donde la racionalidad está entrelazada con las emociones. En una entrevista, declaró que se necesitan ciertas entidades para corregir las fuerzas del mercado. Debido a la crisis financiera global, la necesidad de corregir el mercado es mayor hoy que antes. Por esta razón el reconocimiento de un gobierno fuerte ha aumentado.

## Publicaciones seleccionadas
- "Economía de Unión Monetaria" (Ed.), Oxford: Oxford Prensa Universitaria, 2012.
- "Política monetaria y espíritus animales", Teoría Económica, vol. 47, núm. 2, 2011, pp. 423–442.
- "El Regreso de Keynes", Finanza Internacional, vol. 13, núm. 1, 2010, pp. 157–163.
- "La Fragilidad de las instituciones de la Eurozona", Revisión de Economías Abiertas, vol. 21, núm. 1, 2010, pp. 167–174.
- "Qué tiene aprendimos sobre integración monetaria desde el Maastricht Tratado?", Revista de Estudios de Mercado Común, vol. 44, núm. 4, 2006, pp. 711–730.
- "Perspectivas para uniones monetarias después del Euro", Cambridge, MA: El MIT Prensa, 2005.

Con otros
- De Grauwe, P, & Ji, Y. (2013). "Pánico-austeridad conducida en la Eurozona y sus implicaciones", Vox UE, Papel en voxeu.org, 21 de febrero de 2013.
- De Grauwe, P., & Kaltwasser, P. R. (2012). "El Tipo de cambio en Marco Conductista". En James, J., Pantano, yo., & Sarno, L. (Eds.) El Manual de Tipos de cambio, Wiley.
- Altavilla C., & De Grauwe, P. (2010). "No-Linealidades en la Relación Entre el Tipo de cambio y el Fundamentals", Revista de Búsqueda Internacional de Finanza y Economía, vol. 15, pp. 1–21.
- De Grauwe, P., Moesen, W. (2009). "Beneficios para todo: una propuesta para un vínculo de euro común", Intereconomics, vol. 33, nº 3, pp. 132–141.
- De Grauwe, P., & Senegas, M. (2006). "Diseño de política monetaria y asimetría de transmisión en EMU: Hace asunto de incertidumbre?", revista europea de economía política, vol. 22, núm. 4, pp. 787–808.
- De Grauwe, P., & Zhang, Z. (2006). "Introducción: integración Monetaria y económica en la región asiática Del este", economía Mundial, vol. 29, núm. 12, pp. 1643–1647.
- Aksoy, Y., De Grauwe, P., & Dewachter, H. (2002). "Hacer asunto de asimetrías para política monetaria europea?", Revisión Económica europea, vol. 46, núm. 3, pp. 443–469.